# Peter Lawford

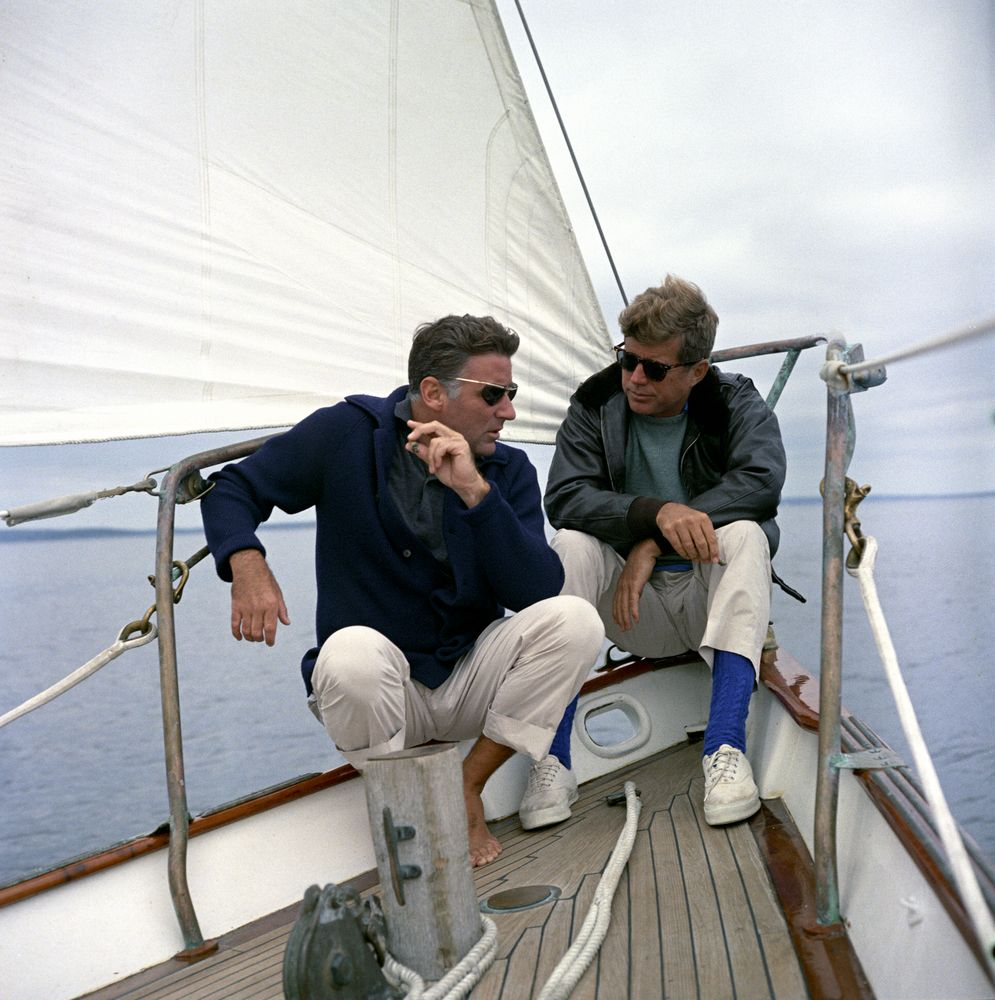
Lawford (links) mit seinem damaligen Schwager, US-Präsident John F. Kennedy (1962)

Peter Lawford (* 7. September 1923 in London; † 24. Dezember 1984 in Los Angeles; eigentlich Peter Sydney Ernest Aylen) war ein britischer Schauspieler.

## Leben
Peter Lawford wurde als Sohn des Generalleutnants Sir Sidney Lawford (1865–1953) und dessen Ehefrau May (1883–1972) geboren. Seine Eltern heirateten, als er ein Jahr alt war, deshalb steht in seiner Geburtsurkunde der Nachname seiner Mutter. Seine Kindheit verbrachte er mit seinen Eltern in Frankreich und lernte daher Französisch eher als die englische Sprache. Lawford sprach später außerdem noch fließend Spanisch und Italienisch. Bereits mit sieben Jahren stand er zum ersten Mal im britischen Film Poor Old Bill (1931) vor der Kamera. 1938 spielte er im Drama Lord Jeff eine Nebenrolle an der Seite der Kinderstars Freddie Bartholomew und Mickey Rooney, sein erster Film in Amerika. Anfang der 1940er-Jahre unterschrieb Lawford seinen ersten Studiovertrag bei Metro-Goldwyn-Mayer, wo er in den Anfangsjahren aber meist nur kleine Rollen erhielt. Eine schwere Armverletzung, die Lawford erlitten hatte, als er mit 14 Jahren gegen eine Glastür gerannt war, verhinderte einen Einsatz im Zweiten Weltkrieg. 
Den Durchbruch brachten ihm seine Rollen im Irene-Dunne-Drama Die weißen Klippen (1944) und in der Literaturverfilmung Das Bildnis des Dorian Gray (1945) als David Stone. Seine erste Hauptrolle hatte Lawford 1945 im Lassie-Film Son of Lassie unter Regie von S. Sylvan Simon. 1946 war er in Ernst Lubitschs Komödie Cluny Brown auf Freiersfüßen und in Henry Kosters Musical Two Sisters from Boston in größeren Rollen zu sehen. An der Seite von Fred Astaire spielte er in den Filmen Osterspaziergang (1948) und Königliche Hochzeit (1951). Meist verkörperte Lawford bei MGM jugendliche Liebhaber, oftmals aus gutem Hause, beispielsweise  als Theodore Laurence in Kleine tapfere Jo (1949), der Verfilmung des Romanes Little Women. Insbesondere für seine leichtherzigen und romantischen Rollen bekannt, gab sich Lawford hinsichtlich seiner Schauspielkunst bescheiden:
„Ich war ein halbwegs gutaussehender englischer Junge, der nett dabei aussah, wie er in einem Gesellschaftszimmer neben dem Klavier stand.“
Folglich wurde Lawford zwar ein bekannter Name, aber nie einer der ganz großen Stars in Hollywood. Nach dem Ende seines Vertrages bei MGM wandte er sich anderen Rollen zu und spielte vermehrt im Fernsehen, unter anderem verkörperte er zwischen 1957 und 1959 die Hauptrolle in der Krimiserie The Thin Man, eine Adaption von Der dünne Mann als Fernsehserie. Ende der 1950er-Jahre wurde er Mitglied des Rat Pack um Frank Sinatra, was wieder vermehrte Kinorollen in den 1960er-Jahren zur Folge hatte. Er spielte unter anderem den Playboy Jimmy Foster in dem Rat-Pack-Film Ocean's Eleven aus dem Jahr 1960, auch setzte ihn Regisseur Otto Preminger in seinen Filmen Exodus, Sturm über Washington und Skidoo ein. 
In seiner späteren Karriere wandte er sich Charakterrollen zu und spielte dabei in einigen Fernsehproduktionen, unter anderem trat er zwischen 1971 und 1973 in der Fernsehserie The Doris Day Show mit Doris Day in einer wiederkehrenden Nebenrolle auf. Zu seinen späteren Kinofilmen zählen Ein Frosch in Manhattan oder Unternehmen Rosebud, wobei er auch ein paar drittklassige Streifen drehte. Seine letzte Rolle hatte er in der 1984 erschienenen britischen Komödie Die Himmelsmaschine an der Seite von Tony Curtis.

## Privatleben

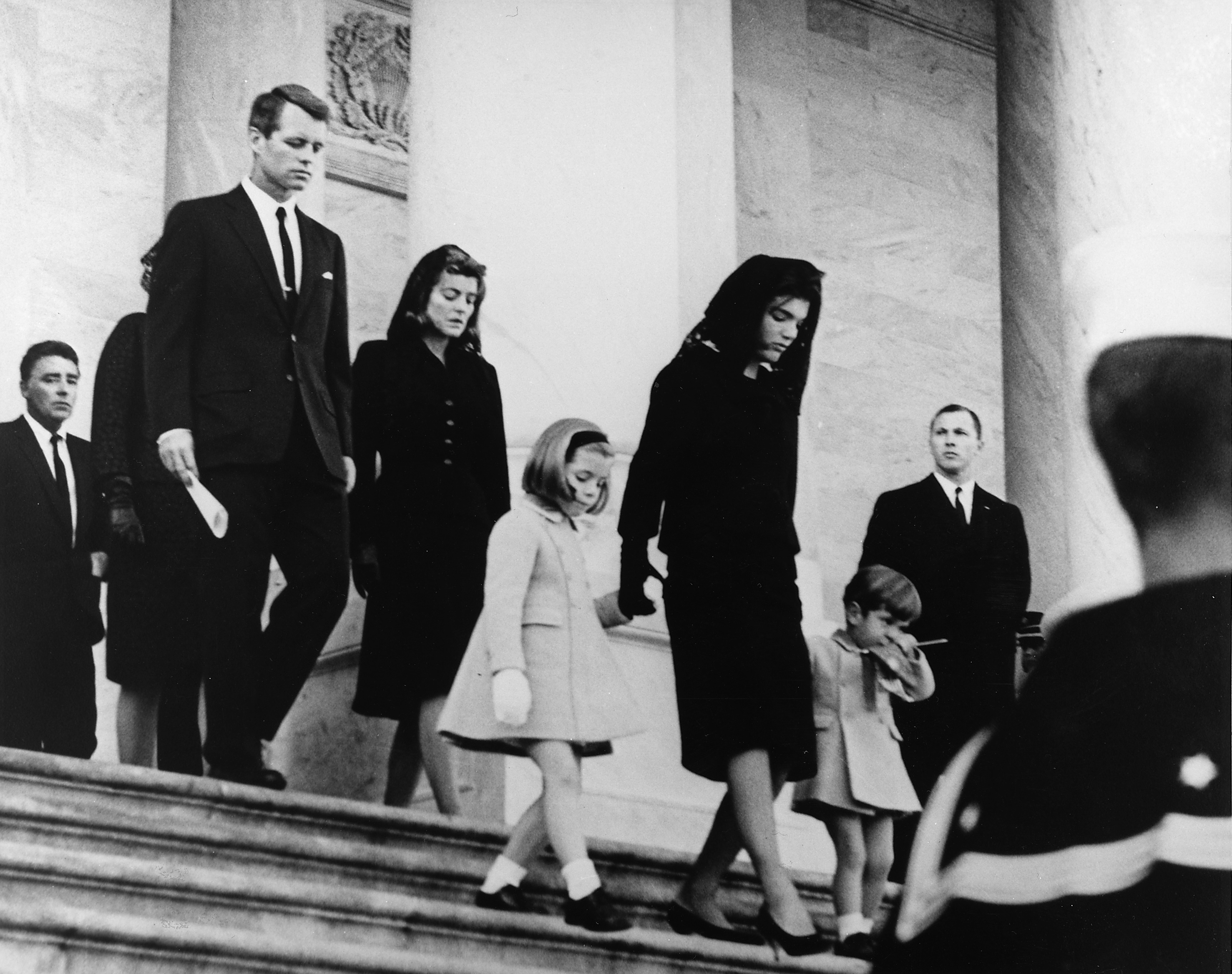
Peter Lawford (hinten links) bei John F. Kennedys Beerdigung (1963)

Peter Lawford war bekannt für sein schillerndes, teilweise turbulentes Privatleben. Er heiratete 1954 Patricia Kennedy, die Schwester von John F. Kennedy, und wurde damit Mitglied der Familie Kennedy. Sie hatten gemeinsam vier Kinder, darunter den Schauspieler Christopher Lawford (1955–2018). Die Ehe wurde 1966 geschieden. Lawford und das Rat-Pack um Frank Sinatra unterstützten Kennedy auch bei seinen Wahlkämpfen. Lawford soll die engen persönlichen Beziehungen der beiden Kennedy-Brüder John F. und Robert Kennedy zu Marilyn Monroe wesentlich unterstützt haben, die er seit Anfang der 1950er-Jahre gut kannte. Mit Lawford wechselte Marilyn Monroe während eines Telefonats ihre letzten Worte in der Nacht des 4. August 1962, in der sie auf bis heute nicht zweifelsfrei geklärte Weise starb.
Nach der Scheidung von der Kennedy-Tochter heiratete Lawford 1971 die 27 Jahre jüngere Mary Rowan, Tochter des Komikers Dan Rowan. Die Ehe hielt bis 1975. Danach trat er noch zweimal vor den Traualtar, einmal mit Debora Gould (1977–1978, geschieden) und einige Monate vor seinem Tod mit Patricia Seaton. Die Freundschaft zwischen ihm und Sinatra litt über Jahre darunter, dass er eine Affäre mit Sinatras Ehefrau Ava Gardner hatte und Sinatra dies für den Grund seiner Trennung von Gardner hielt. Lawford hatte diverse mehr oder weniger ernstzunehmende Affären mit Stars wie June Allyson, Lana Turner und Kim Novak. Vor seiner Ehe mit Patricia Kennedy hatte er eine Beziehung mit der afroamerikanischen Schauspielerin Dorothy Dandridge.
Peter Lawford war viele Jahre alkoholabhängig, was ab den 1970er-Jahren seine Gesundheit wie auch seine berufliche Karriere beeinträchtigte. Er starb im Dezember 1984 im Alter von 61 Jahren an Nieren- und Leberversagen.

## Filmografie (Auswahl)

### Kino
- 1943: Gefährliche Flitterwochen (Above Suspicion) – Regie: Richard Thorpe
- 1943: Girl Crazy – Regie: Norman Taurog
- 1944: Die weißen Klippen (The White Cliffs of Dover) – Regie: Clarence Brown
- 1944: Tagebuch einer Frau (Mrs. Parkington) – Regie: Tay Garnett
- 1945: Das Bildnis des Dorian Gray (The Picture of Dorian Gray) – Regie: Albert Lewin
- 1945: Son of Lassie – Regie: S. Sylvan Simon
- 1946: Erfüllte Träume (Two Sisters from Boston) – Regie: Henry Koster
- 1946: Cluny Brown auf Freiersfüßen (Cluny Brown) – Regie: Ernst Lubitsch
- 1947: My Brother talks to Horses – Regie: Fred Zinnemann
- 1947: Good News – Regie: Charles Walters
- 1947: Ihre beiden Verehrer (It Happened in Brooklyn) – Regie: Richard Whorf
- 1948: Auf einer Insel mit dir (On an Island with You) – Regie: Richard Thorpe
- 1948: Osterspaziergang (Easter Parade) – Regie: Charles Walters
- 1948: Die unvollkommene Dame (Julia Misbehaves) – Regie: Jack Conway
- 1949: Kleine tapfere Jo (Little Women) – Regie: Mervyn LeRoy
- 1949: Schicksal in Wien (The Red Danube) – Regie: George Sidney
- 1950: Drei Männer für Alison (Please Believe Me) – Regie: Norman Taurog
- 1951: Königliche Hochzeit (Royal Wedding) – Regie: Stanley Donen
- 1952: Nur dies eine Mal (Just This Once) – Regie: Don Weis
- 1952: Gesetz der Peitsche (Kangaroo) – Regie: Lewis Milestone
- 1954: Die unglaubliche Geschichte der Gladys Glover (It Should Happen to You) – Regie: George Cukor
- 1959: Wenn das Blut kocht (Never So Few) – Regie: John Sturges
- 1960: Exodus – Regie: Otto Preminger
- 1960: Frankie und seine Spießgesellen (Ocean’s Eleven) – Regie: Lewis Milestone
- 1961: Sturm über Washington (Advise and Consent) – Regie: Otto Preminger
- 1962: Die siegreichen Drei (Sergeants Three) – Regie: John Sturges
- 1962: Der längste Tag (The Longest Day) – Regie: Ken Annakin, Andrew Marton, Bernhard Wicki
- 1964: Der schwarze Kreis (Dead Ringer) – Regie: Paul Henreid
- 1964: Das Vorleben der Sylvia West (Sylvia) – Regie: Gordon Douglas
- 1965: Die Welt der Jean Harlow (Harlow) – Regie: Gordon Douglas
- 1965: … denn keiner ist ohne Schuld (The Oscar) – Regie: Russell Rouse
- 1966: A Man Called Adam – Regie: Leo Penn
- 1967: Geheimnisse in goldenen Nylons (Deux billets pour Mexico)
- 1968: Salz und Pfeffer (Salt and Pepper) – Regie: Richard Donner
- 1968: Skidoo – Regie: Otto Preminger
- 1968: Buona Sera, Mrs. Campbell – Regie: Melvin Frank
- 1969: Jerry, der Herzpatient (Hook, Line and Sinker) – Regie: George Marshall
- 1969: Ein Frosch in Manhattan (The April Fools) – Regie: Stuart Rosenberg
- 1970: Die Pechvögel (One more Time) – Regie: Jerry Lewis
- 1972: Die Spur der schwarzen Bestie (They Only Kill Their Masters) – Regie: James Goldstone
- 1974: Das gibt’s nie wieder (That’s Entertainment!)
- 1975: Unternehmen Rosebud (Rosebud) – Regie: Otto Preminger
- 1976: Won Ton Ton – der Hund, der Hollywood rettete (Won Ton Ton, the Dog Who Saved Hollywood) – Regie: Michael Winner
- 1979: Die unschlagbaren Sieben von Las Vegas (Angels' Brigade) – Regie: Greydon Clark
- 1981: Body and Soul – Regie: George Bowers
- 1984: Die Himmels-Maschine – Einladung eines Verrückten (Where Is Parsifal?) – Regie: Henry Helman

### Fernsehen
- 1954–1955: Dear Phoebe (Fernsehserie, 32 Folgen)
- 1955: Alfred Hitchcock Presents (Fernsehserie, Folge The Long Shot)
- 1957–1959: The Thin Man (Fernsehserie, 72 Folgen)
- 1971: A Step Out of Line (Fernsehfilm)
- 1971: Die Leute von der Shiloh Ranch (The Virginan; Fernsehserie, Folge The Town Killer)
- 1971–1973: Doris Day in... (The Doris Day Show; Fernsehserie, 8 Folgen)
- 1972: Verliebt in eine Hexe (Bewitched; Fernsehserie, Folge Serena's Richcraft)
- 1974: Das Phantom von Hollywood (The Phantom of Hollywood, Fernsehfilm)
- 1977–1982: Fantasy Island (Fernsehserie, vier Folgen)
- 1979: Love Boat (Folge Murder on the High Seas/Sounds of Silence/Cyrano de Bricker)